# Willem van de Velde (starszy)

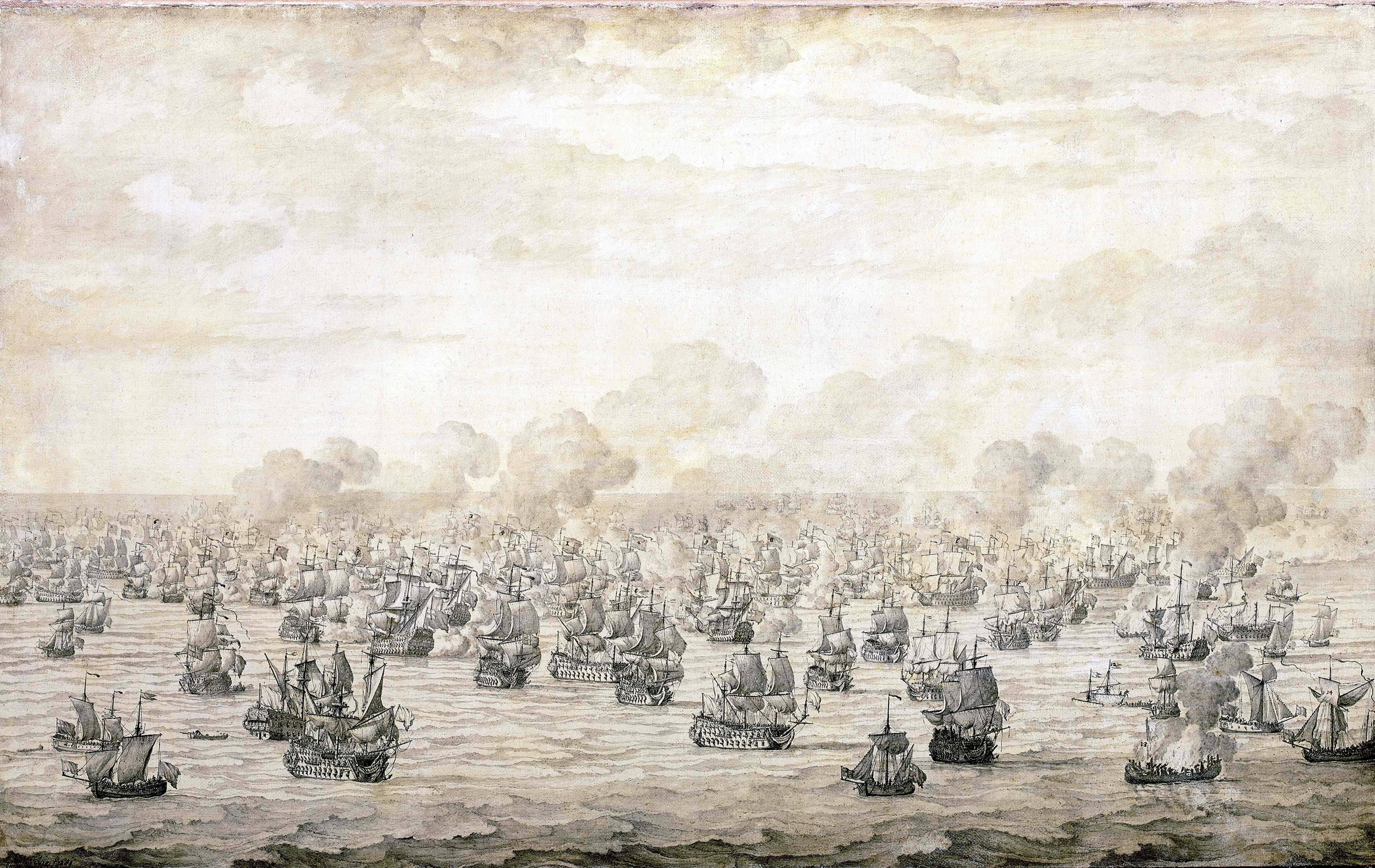
Bitwa pod Schooneveld autorstwa Willema van de Velde (starszego)

Willem van de Velde (starszy) (ur. 1611 w Lejdzie, zm. 13 grudnia 1693 w Greenwich, Londyn) – holenderski malarz marynista.

## Życiorys
Pochodził ze znanej holenderskiej rodziny malarskiej van de Velde. Malował bitwy morskie i okręty, często posługując się piórem i rysując na gruntowanym płótnie. Tworzył także rysunki.
Willem van de Velde miał dwóch synów: Adriaena i Willema, którzy również zostali malarzami.